# Кредитная реформа в СССР (1930—1932)
В условиях беспрецедентного роста внутренней инфляции и предшествующих расходов на индустриализацию и ликвидацию последствий гражданской войны, в руководстве страны остро встаёт вопрос о необходимости проведения серьёзных экономических реформ. 30 января 1930 г. ВЦИК и СНК СССР принимают постановление «О проведении кредитной реформы», с целью унификации банковской системы в стране.
Основные задачи реформы:

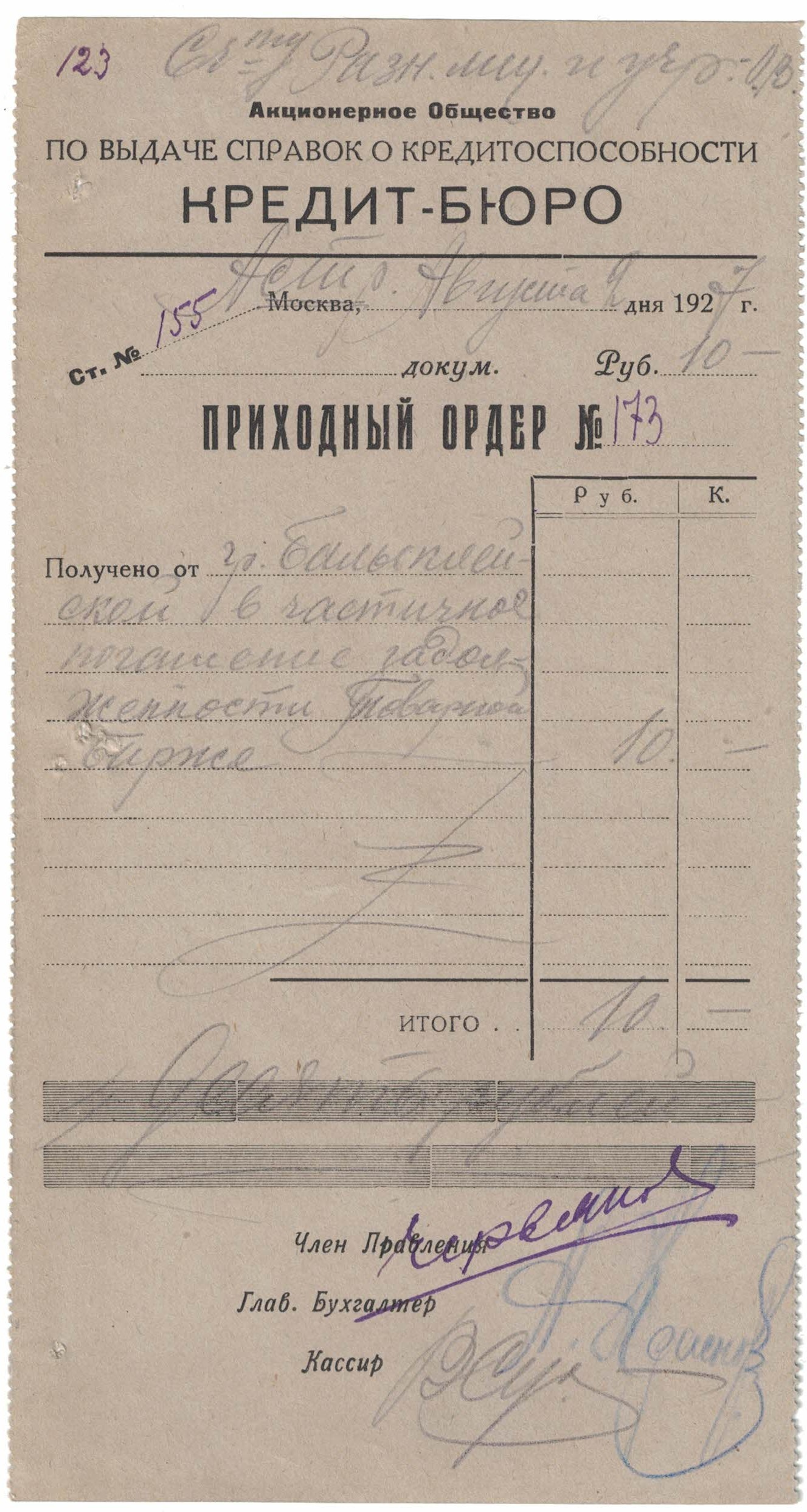
Документ акционерного общества «Кредит-Бюро» (ликвидировано в 1930-м году)

1. Ликвидация коммерческого кредитования и последующая замена прямым банковским кредитованием
2. Сосредоточение безналичных расчётов в Госбанке
3. Введение прогрессивной формы расчётов
4. Формирование новой банковской системы

Уже в первые месяцы реализации реформы был выявлен ряд проблем, отразившихся на внутреннем экономическом состоянии СССР:
1. Падение уровня производительности труда
2. Снижение валового производства в отрасли тяжёлой промышленности
3. Повсеместное повышение цен на товары широкого потребления

Несмотря на сложившуюся ситуацию, в руководстве страны было принято решение продолжать реформу, но со смещением части должностных лиц, ответственных за проведение реформы. Так, например, пост председателя ВСНХ СССР занял Cерго Орджоникидзе, сменив В. В. Куйбышева в 1930 году; пост председателя Совнаркома — В. М. Молотов, сменив А. И. Рыкова в том же году; пост наркома финансов занял Г. Ф. Гринько, вместо Н. П. Брюханова.
Осенью 1930 года были приняты успешные попытки по стабилизации рубля, что привело к долговременному улучшению положения экономики СССР на фоне мирового финансового кризиса, однако сама реформа по-прежнему нуждалась в доработке. Тем не менее, в руководстве страны были как противники проводимой реформы в целом, так и противники методов её реализации (к примеру, с острой обличительной критикой реформы неоднократно выступал на протяжении нескольких лет небезызвестный С. С. Сырцов), однако на основные решения секретариата это никак не повлияло (что, впрочем, вполне объяснимо сложившейся неоднозначной репутацией выступавших оппозиционеров среди однопартийцев).
До кредитной реформы расчеты между предприятиями велись посредством векселей; преимущественной формой кредитования был коммерческий кредит. Банковская система не играла первостепенную роль, к тому же она страдала известной многозвенностью. Все это крайне мешало плановому распределению и перераспределению кредитных ресурсов, маневрированию оборотными средствами; подрывало основные принципы хозяйственного расчета, лишало предприятия заинтересованности в результатах своей хозяйственной деятельности.
Реформу принято подразделять на четыре этапа:
1. На первом этапе реформы было ликвидировано коммерческое кредитование и введено прямое банковское кредитование. Базой для этого послужило Постановление ЦИК и СНК СССР от 30 января 1930 года «О кредитной реформе»[3].
2. Вторым этапом реформы явилось проведение в начале 1931 года мероприятий по ликвидации автоматизма в расчётах, внедрение новых форм безналичных расчётов, укрепление договорной дисциплины и уточнение функций и роли Госбанка; базой для этого явилось Постановление СНК СССР от 14 января 1931 г. «О мерах улучшения практики кредитной реформы»[3].
3. На третьем этапе были установлены принципы организации оборотных средств и прямого банковского кредитования, в основе которых лежало нормирование оборотных средств, разграничение их на собственные и заёмные, введение двух режимов пользования оборотными средствами, превращение прямого банковского кредита в целевой, срочный и возвратный; основой данного этапа реформы являлось Постановление СТО от 23 июля 1931 года «Об оборотных средствах государственных объединений, трестов и других хозяйственных организаций»[3].
4. Четвёртым этапом реформы явилось завершение реорганизации специальных банков в банки долгосрочного кредитования; данный этап регулировался Постановлением ЦИК и СНК СССР от 5 мая 1932 года «Об организации специальных банков долгосрочных вложений»[3].

Основные направления кредитной реформы обусловливались потребностями плановой социалистической системы, индустриализацией страны и коллективизацией сельского хозяйства. Прямые расчеты между предприятиями, вексельные взаимоотношения и коммерческий кредит были отменены; введено целевое банковское кредитование на условиях срочности, возвратности и обеспечения ссуд товарно-материальными ценностями. Безналичные расчеты через органы Государственного банка стали обязательной формой для всех государственных и кооперативных предприятий и организаций. Госбанк превратился в важнейший расчетно-платежный и кредитный центр Советского государства.